# Naos der Dekaden

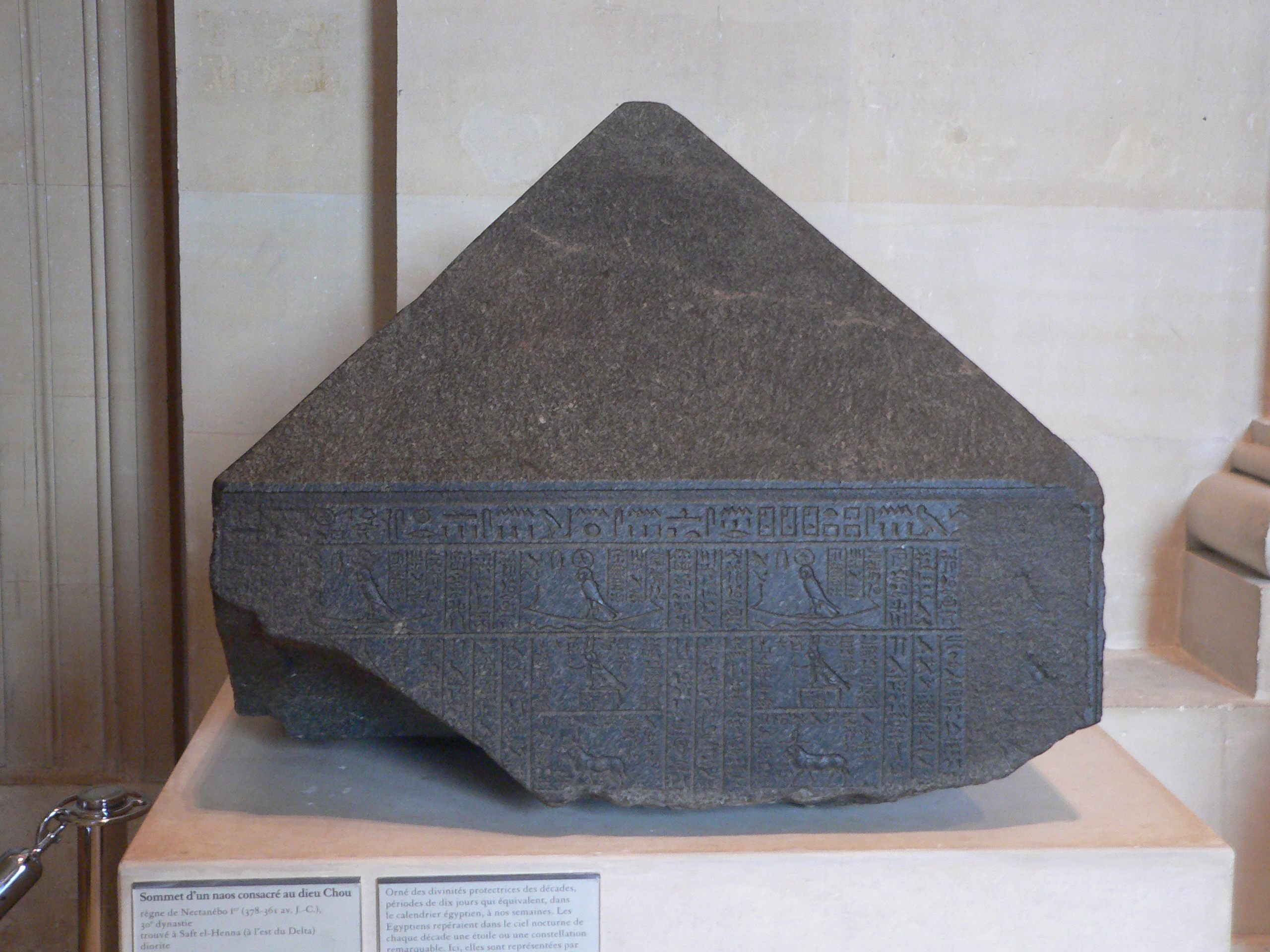
Oberes Teilstück des Naos der Dekaden als Vertreter der altägyptischen Astrologie (Louvre)

Der Naos der Dekaden (auch Naos aus Saft el-Henna, Naos des Nektanebos) ist ein altägyptischer Schrein, den Pharao Nektanebos I. (379 bis 360 v. Chr.) während seiner Regierungszeit anfertigen ließ. Der Schrein aus Diorit, einem dunklen Hartgestein, enthält für jede der 37 Dekaden eines Jahres astrologische Vorhersagen und Hinweise zum ägyptischen Kalender. Der Naos der Dekaden stellt den ältesten erhaltenen Beleg eines astrologischen Vorhersagekalenders dar. Ältere Belege für astrologische Aufzeichnungen und Vorhersagen, wie die Enuma Anu Enlil, weisen keine kalendarische Form auf.

## Hintergrund
Der während der Regierungszeit des Nektanebos I. gefertigte Schrein befand sich zunächst in Saft el-Henna. In der Römerzeit erfolgte zwischen dem ersten und dritten Jahrhundert n. Chr. eine Verlegung von seinem ursprünglichen Standort nach Kanopus, um dort im Rahmen des Serapis-Kultes verwendet zu werden. Im Verlauf der Christianisierung zerstörten Anhänger des Christentums den Naos der Dekaden, da sie ihn als ein „Objekt des heidnischen Götzenkultes“ ansahen. Die einzelnen Bruchstücke des Schreins gelangten im weiteren Verlauf an verschiedene Orte. Archäologische Kampagnen konnten teilweise verschiedene Fragmente bergen.
1777 grub Sonnini in Abukir das zum Schrein gehörende Pyramidion aus. Der Naos der Dekaden stand ursprünglich in einem Sanktuar. Ein mit ähnlichen Motiven gestalteter Naos der Göttin Tefnut ist bis heute verschollen. Er befand sich in einem anderen Raum selbigen Heiligtums. 1817 gelangte das Pyramidion des Naos der Dekaden in den Louvre zu Paris. Das andere größere Stück des unteren Teils, das 1940 in der Bucht von Abukir geborgen werden konnte, steht gegenwärtig im griechisch-römischen Museum von Alexandria.
Bis zum Jahr 2001 hob das Team von Franck Goddio weitere Teilstücke aus dem Meer. Christian Leitz veröffentlichte 1995 in einer Neubearbeitung die Inschriften des Schreins. Die zu zwei Dritteln ermöglichte Rekonstruktion der altägyptischen Astrologie- und Vorhersagetexte gibt wertvolle Hinweise auf die mit dem ägyptischen Kalender verbundenen Ereignisse.

## Dekadenliste
Die Dekadenliste des Naos beginnt mit dem Dekan der Sopdet, der aus drei Sternen bestand. Die sieben Dekaden Differenz zwischen dem Eintritt in die Duat (Verwandlung in einen Chatiu-Dämon) und der Wiedergeburt mit dem Verlassen der Duat (Verwandlung in einen Baktiu) können statt 70 auch 75 Tage beinhalten, falls in die Duat-Phase die Neujahrstage fallen.
Für die astronomische Betrachtung ist der jeweilige Dekan als Ganzes maßgebend, nicht aber ein Einzelstern des Dekans. Beispielsweise symbolisiert der heliakische Aufgang vom Sternbild Sopdet durch Sirius, dem Stern der Göttin Sopdet, die Geburt des Dekans. Die vorherige Unsichtbarkeitsdauer von Sirius, also das Verweilen in der Duat als Chatiu-Dämon, betrug im Alten Reich etwa 63 Tage. Unter Einbeziehung der anderen beiden Sterne des Sternbildes Sopdet ergaben sich jedoch 75 Tage, die wiederum der zeitlichen Differenz im Dekansystem entsprechen.
Das Dekansystem des Naos der Dekaden weist gegenüber dem Dekansystem des Nutbuches eine Besonderheit auf. Seit dem Alten Reich wurde das Dekansystem bis in das Neue Reich als Zeitsystem benutzt, das auch in den Sargtexten des Mittleren Reiches auf den Diagonalsternuhren Anwendung fand. Im astrologischen Dekansystem des Naos liegt der Schwerpunkt jedoch auf den Omina-Datierungen, die mit dem Sonnenaufgang beginnen und sich deshalb nach der Kulmination in der zwölften Nachtstunde richten.
| Naos der Dekaden (Idealisierter Kalender um 377 v. Chr.) |                                |                                           |                                           |                                        |
| Dekade                                                   | Dekan                          | Heliakische Kulmination (12. Nachtstunde) | Akronychischer Untergang (1. Nachtstunde) | Heliakischer Aufgang (12. Nachtstunde) |
| 1                                                        | Jahresbeginn                   | 21. Achet III (1. Oktober)                | 26. Schemu II (4. Mai)                    | 1. Achet I (13. Juli)                  |
| 4                                                        |                                | 21. Achet IV (31. Oktober)                | 26. Schemu III (3. Juni)                  | 1. Achet II (12. August)               |
| 7                                                        |                                | 21. Peret I (30. November)                | 26. Schemu IV (3. Juli)                   | 1. Achet III (11. September)           |
| 10                                                       |                                | 21. Peret II (30. Dezember)               | 21. Achet I (2. August)                   | 1. Achet IV (11. Oktober)              |
| 13                                                       |                                | 21. Peret III (29. Januar)                | 21. Achet II (1. September)               | 1. Peret I (10. November)              |
| 16                                                       |                                | 21. Peret IV (28. Februar)                | 21. Achet III (1. Oktober)                | 1. Peret II (10. Dezember)             |
| 19                                                       |                                | 21. Schemu I (30. März)                   | 21. Achet IV (31. Oktober)                | 1. Peret III (9. Januar)               |
| 20                                                       | Resetyu-Winde                  | 1. Schemu II (9. April)                   | 1. Peret I (10. November)                 | 11. Peret III (19. Januar)             |
| 22                                                       |                                | 21. Schemu II (29. April)                 | 21. Peret I (30. November)                | 1. Peret IV (8. Februar)               |
| 25                                                       |                                | 21. Schemu III (29. Mai)                  | 21. Peret II (30. Dezember)               | 1. Schemu I (10. März)                 |
| 26                                                       | Sebiu-WInde                    | 21. Schemu III (8. Juni)                  | 1. Peret III (9. Januar)                  | 11. Schemu I (20. März)                |
| 28                                                       | Nilüberschwemmung              | 21. Schemu IV (28. Juni)                  | 21. Peret III (29. Januar)                | 1. Schemu II (9. April)                |
| 31                                                       | Wehau-Krankheit                | 16. Achet I (28. Juli)                    | 21. Peret IV (28. Februar)                | 1. Schemu III (10. Mai)                |
| 34                                                       |                                | 16. Achet II (27. August)                 | 21. Schemu I (30. März)                   | 1. Schemu IV (8. Juni)                 |
| 35                                                       | Absinken der Nilüberschwemmung | 26. Achet II (6. September)               | 1. Schemu II (9. April)                   | 11. Schemu IV (18. Juni)               |
| 36                                                       |                                | 6. Achet III (16. September)              | 11. Schemu II (19. April)                 | 21. Schemu IV (28. Juni)               |
| 37                                                       |                                | 16. Achet III (26. September)             | 21. Schemu II (29. April)                 | 1. Heriu-renpet (8. Juli)              |